# Guiré
Guiré es una ciudad y comuna del círculo de Nara, región de Kulikoró, Malí. Su población era de 19.879 habitantes en 2009.